# 旧モーツァルト全集

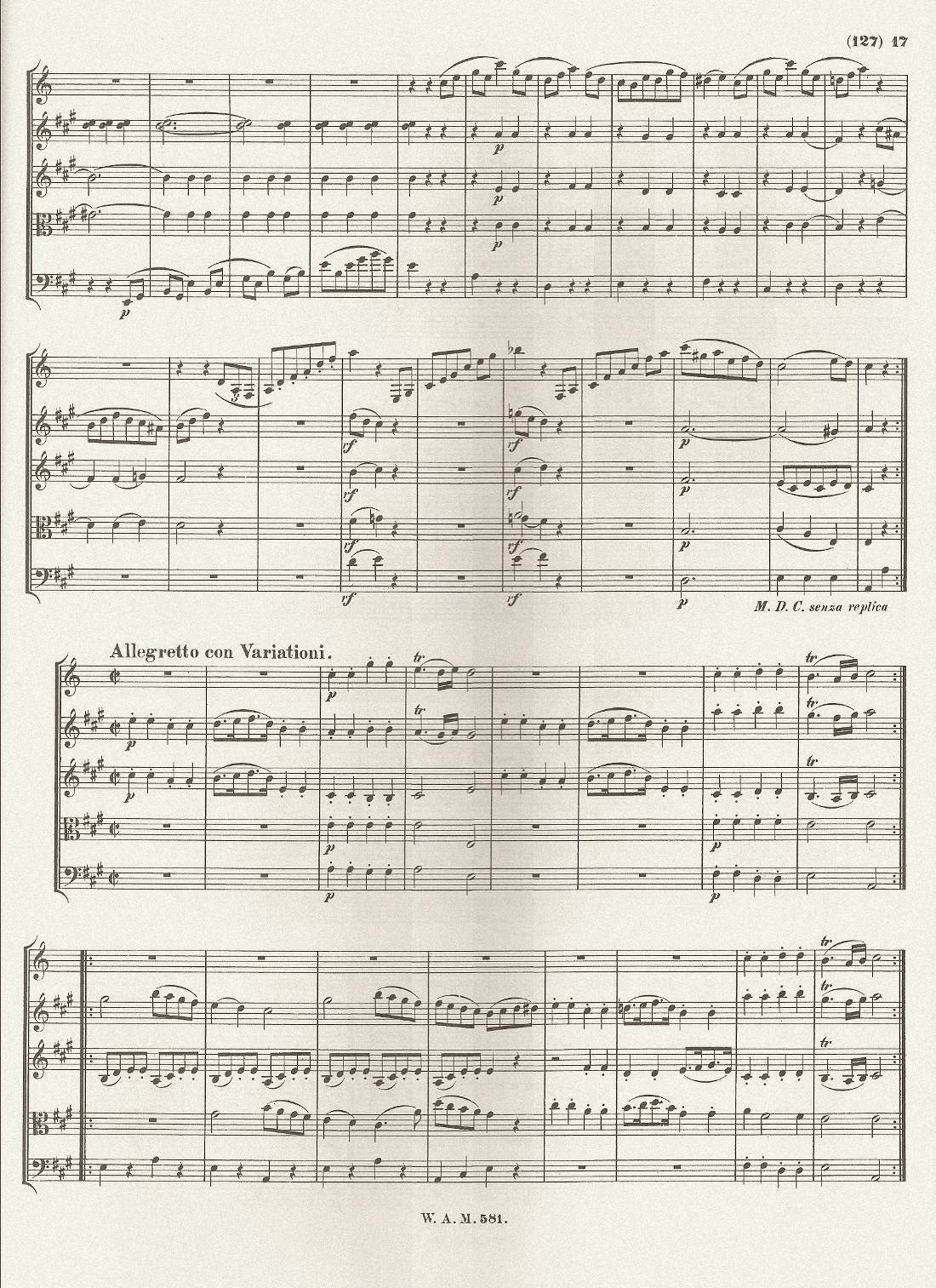
『旧モーツァルト全集』から、クラリネット五重奏曲 K.581の一部。

『旧モーツァルト全集』（Alte Mozart-Ausgabe）は、ヴォルフガング・アマデウス・モーツァルトの初めてとなる音楽作品全集。1877年1月から1883年12月にかけてブライトコプフ・ウント・ヘルテル社から出版され、補遺の刊行は1910年まで続いた。『旧モーツァルト全集』という名前は2つ目となるモーツァルト作品全集である『新モーツァルト全集』と区別するために現代になって付けられた名前であり、出版時の名称は『Wolfgang Amadeus Mozarts Werke. Kritisch durchgesehene Gesammtausgabe』であった。
旧全集の指南役のひとりとなったのは、現在でもモーツァルト作品の標準的目録であり続ける『ケッヘル目録』を整理したルートヴィヒ・フォン・ケッヘルであった。ケッヘルは全集が完成に至るよう舞台裏で作業を行い、貴重な楽譜を出版社や編集者の仕事のために貸し出した。その編集作業に実際に従事した人物の中にはヨハネス・ブラームス、ヨーゼフ・ヨアヒム、カール・ライネッケ、ユリウス・リーツ、そしてヨハン・ゼバスティアン・バッハの伝記で著名なフィリップ・シュピッタらがいる。
当時としては注目すべき業績であった一方、旧全集は致命的な欠陥に悩まされていた。フレデリック・ノイマンによれば、旧全集は「一部の巻の信頼度が非常に高い一方、他はそれほどでもないなど、信頼性が大きく異なっている。」アルフレート・アインシュタインは戴冠式協奏曲と『フィガロの結婚』の提示の仕方に不満を表明しており、さらにフリードリヒ・ブルーメは彼が呼ぶところのこの版の編者の「驚くばかりの浅薄さとしばしば見られる全くの無責任さ」に特に容赦がなく、「モーツァルト作品の『収集版』及びそれに基づく実用版は彼の作品の骨格以上のものを提示していない。」と断言している。
また、モーツァルトの真作であることが確かながらこの版に収録されなかった作品もあるが、一部は版の完結よりかなり時間が経ってからの発見であったことが理由である。同様に現在では真贋が疑わしい、もしくは偽作であるとされているが、かつては誤ってモーツァルトの楽曲と考えられていた多数の作品が収録されている。
従って、旧全集がモーツァルト作品集の決定版と看做されることはもはやなく、この点に関して作曲者の業績についての真剣な研究は『新モーツァルト全集』へと引き継がれた。しかし、旧全集の一部はドーヴァー社やその他の古い版の再販を専門とする出版社から引き続き広く供給されている。他にもオンラインで楽譜を提供する様々なウェブサイトにおいては、旧全集の一部を電子版の形で目にすることもある。
旧全集の記録文書はStaatsarchiv Leipzigの Sächsisches Staatsarchiv、21081 Breitkopf & Härtelにまとめられている。